# Ribeirão Ubá
O ribeirão Ubá é um curso de água que banha a Zona da Mata do estado de Minas Gerais, Brasil. É um afluente da margem direita do rio Xopotó e, portanto, um subafluente do rio Pomba. É um dos rios que compõem a bacia hidrográfica do rio Paraíba do Sul. Apresenta 33 km de extensão e drena uma área de 361 km².
Suas nascentes localizam-se na serra da Mantiqueira, no município de Ubá. Em seu percurso, atravessa a zona urbana de Ubá. A partir do ponto em que recebe as águas do córrego São Pedro, o ribeirão Ubá serve de fronteira entre os municípios de Rodeiro e Guidoval até sua foz no rio Xopotó.

## Qualidade das Águas
A qualidade da água do ribeirão Ubá, dentro e nas vizinhanças da cidade de mesmo nome, no Estado de Minas Gerais, foi investigada. Para tal foram realizadas análises físico-químicas e microbiológicas. Análises físico-químicas de efluentes de fábricas de móveis de madeira, principal atividade industrial da cidade, também foram feitas. O Índice de Qualidade de Água (IQA) - com base em parâmetros químicos e biológicos - foi usado para determinar a qualidade da água do ribeirão. Constatou-se que, a partir da entrada da cidade, bem como à montante desta, a água do ribeirão Ubá é de má qualidade, sofrendo tanto a poluição por esgotos domésticos quanto por efluentes industriais.